# 耶希勒馬克河

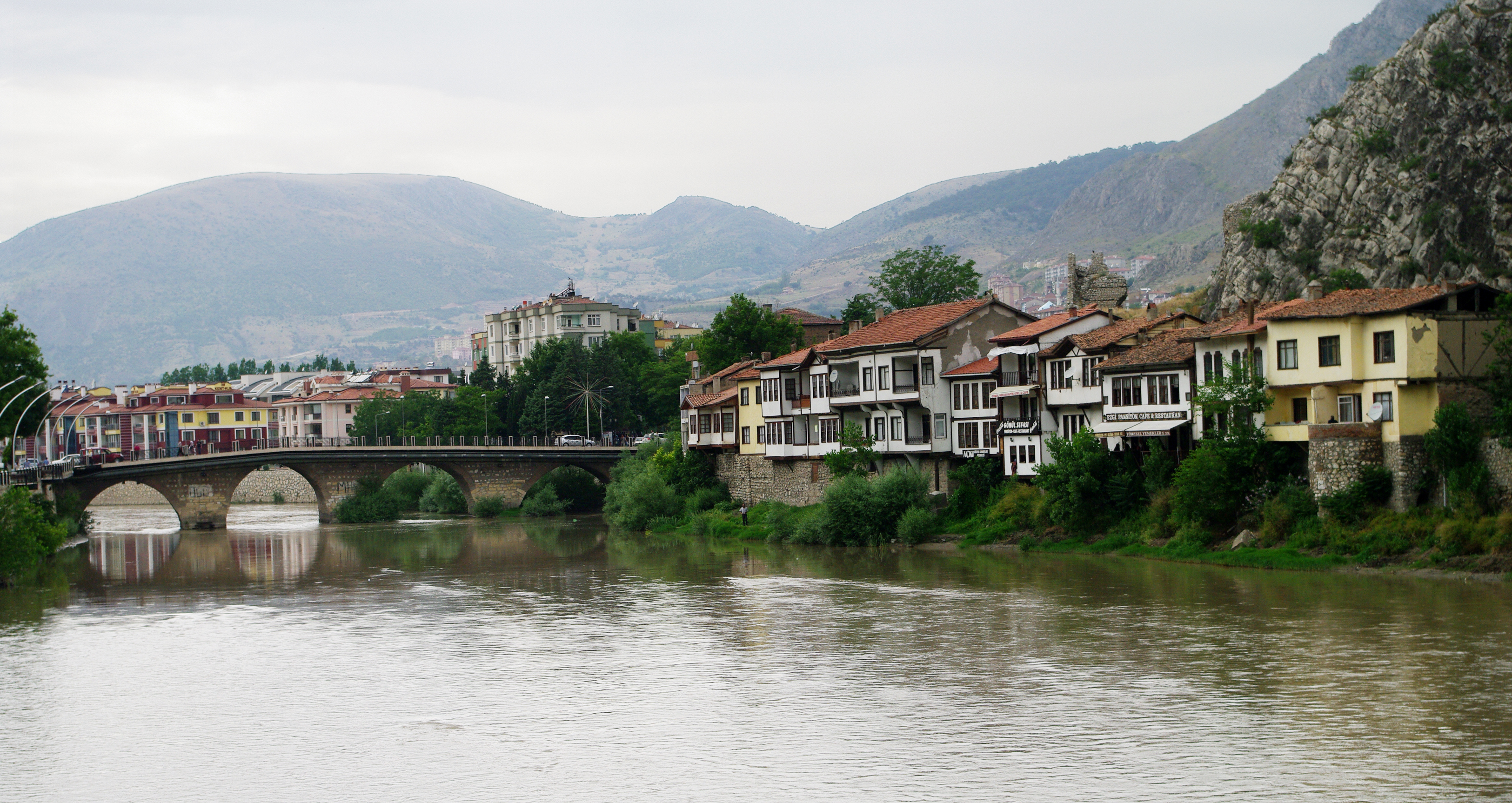
流經阿馬西亞的耶希勒馬克河河道

耶希勒馬克河是土耳其的河流，河道全長418公里，發源自錫瓦斯東北面安那托利亞高原地區，流經托卡特和阿馬西亞，最終在薩姆松注入黑海。
41°22′54″N 36°39′37″E / 41.3816°N 36.6603°E